# ツェレンジャンカラ・シャラブジャムツ
ツェレンジャンカラ・シャラブジャムツ（モンゴル語: Цэрэнжанхарын Шаравжамц、英語: TSERENJANKHAR Sharavjamts、1974年4月5日 - ）は、モンゴル国出身のバスケットボール選手である。ポジションはフォワード。愛称は「Shark」。

## 来歴
エルデネト生まれ。スロバキアリーグで1年間プレー。
1996年からは国内リーグのスカイホークスで2001年までプレー。
その後、米国のハーレム・グローブトロッターズと契約。2004年までプレーした。
モンゴル代表の中心選手でもあり、2001年東アジア競技大会では得点王に輝いた。
2009年東アジア選手権でも来日。